# Tre croci per non morire
Tre croci per non morire è un film del 1968, diretto da Sergio Garrone.

## Trama
Far West. Reno, un assassino, Paco, un ladro di cavalli messicano e Jerry, un dongiovanni, vengono arrestati da uno sceriffo, apparentemente con la regia oscura di un monaco. La vicenda si chiarisce una volta che i tre vengono accompagnati nella cella dell'ufficio dello sceriffo, dove conoscono la storia di Francisco Ortega, incarcerato con loro in attesa dell'esito della sua richiesta di grazia, indirizzata al governatore. I tre vengono così a sapere che il giovane Francisco è in attesa di essere giustiziato per un omicidio, e che il padre del ragazzo sta combattendo per lui una dura battaglia legale, ormai persa. Durante la prima notte che i tre trascorrono insieme in cella, sentono Francisco, evidentemente malato, invocare il nome di una certa "Dolores". La notte successiva, i tre criminali vengono aiutati ad evadere e vengono portati al cospetto del padre del giovane Ortega, che li accoglie insieme a due religiosi ed a Mulligan, l'avvocato di famiglia: vengono così ingaggiati per provare l'innocenza del ragazzo, prima dell'esecuzione, fissata di lì a dieci giorni. Accettano il compenso di 30.000 dollari, da dividere tra loro, e partono alla volta del paese di origine degli Ortega, per cercare di scoprire la verità sul delitto Fletcher, di cui è accusato Francisco, dopo essere stati avvisati che, chiunque ci abbia provato, è sempre tornato morto. In effetti, il viaggio si svolge tra mille tentativi di fermare i tre, i quali scansano ogni pericolo, ma non riescono a capire chi lo voglia morti e perché, salvo cominciare a credere seriamente nell'innocenza di Francisco. Giunti nel paese del giovane, si mettono quindi alla ricerca di Dolores, convinti che li possa aiutare a risolvere il mistero delle accuse contro Francisco, in un paesino che è chiaramente ostile verso tutti i messicani. Le abilità dei tre, combinate insieme, si riveleranno utili per lo svolgimento delle indagini, fino a che riescono ad entrare nel Ranch di Fletcher, dove scoprono che l'avvocato Mulligan, difensore di Francisco, altri non è che il sindaco del paese, primo fra tutti ad essere convinto della colpevolezza del giovane. Nel frattempo, Jerry ha scoperto che la giovane proprietaria di una tenuta del paese è la Dolores di cui parlava Francisco, e decide di indagare per conto suo, convinto che la donna, con la quale inizia una relazione, possa essere la chiave per risolvere il mistero. I tre riescono quindi a scoprire che Dolores fa parte di un complotto, ordito proprio da Mulligan, finalizzato all'eliminazione di Fletcher, in modo che il Sindaco possa poi impossessarsi delle sue terre, insieme a quelle dei proprietari terrieri messicani, nei confronti dei quali è stato fomentato l'odio, alimentato dalle false accuse contro Francisco, che in effetti è innocente, dal momento che l'omicidio del vecchio Fletcher è stato commesso da Rod, uno scagnozzo di Mulligan, che ha usato Dolores, sua compagna, della quale Francisco era invaghito, per attirare il giovane in una trappola.